# Scott Malvern
Scott Malvern (ur. 23 lutego 1989 roku w Barking, Londyn) – brytyjski kierowca wyścigowy.

## Kariera

### Formuła Ford
Scott karierę rozpoczął w roku 1998, od startów w kartingu. W wyścigach samochodów jednomiejscowych zadebiutował 11 lat później, kiedy to rozpoczął starty w seriach z cyklu Formuły Ford. Debiut w klasie 1600 okazał się bardzo udany, gdyż zwyciężył w wielu pucharach – zdobył Złoty Kask im. Jackiego Stewarta, Puchar Midland South, a także triumfował w klasie "National".
W sezonie 2010 Malvern awansował do Brytyjskiej Formuły Ford 2000. Reprezentując ekipę Cliffa Dempseya, Brytyjczyk dzięki równej i konsekwentnej jeździe przewodził w klasyfikacji generalnej w pierwszej połowie sezonu, jednak ostatecznie musiał uznać wyższość zdecydowanie najmocniejszego w tamtym roku Australijczyka Scotta Pye. Anglik aż czternastokrotnie stawał na podium, odnotowując przy tym dwa zwycięstwa (tyle samo razy startował z pole position oraz pięciokrotnie uzyskał najszybszy czas okrążenia).
W drugim roku startów Scott absolutnie zdominował rywalizację, wygrywając 18 z 24 wyścigów (w tym aż trzynaście z rzędu). Poza tym dwunastokrotnie startował z pierwszej pozycji, a także dwadzieścia razy wykręcił najszybszy czas w wyścigu. Rywalom nie pozostawił złudzeń również w Formule Ford EuroCup, gdzie zwyciężył w 9 z 11 startów, a także w Festiwalu Formuły tej marki, triumfując we wszystkich trzech wyścigach.

### Formuła Renault
W 2012 roku Scott zadebiutował w Brytyjskiej Formule Renault BARC. Równa i konsekwentna jazda zaowocowała tytułem mistrzowskim już w pierwszym podejściu, z przewagą ponad trzydziestu. Ścigając się w ekipie Jamun Racing, Brytyjczyk tylko trzykrotnie nie znalazł się w pierwszej trójce, jak również tyle samo razy stawał na jego najwyższym stopniu. Aż siedmiokrotnie odnotował najszybszy czas okrążenia, natomiast tylko raz sięgnął po pole position, co tylko potwierdza lepszą formę tego kierowcy w wyścigu. Ponownie reprezentował stajnię Irlandczyka Dempseya.